# Isotomodes gamae
Isotomodes gamae är en urinsektsart som beskrevs av Izarra 1971. Isotomodes gamae ingår i släktet Isotomodes och familjen Isotomidae. Inga underarter finns listade i Catalogue of Life.